# Jermaine Guynn
Jermaine Guynn (Indianapolis, ...) è un ex giocatore di football americano e allenatore di football americano statunitense, che ha giocato come defensive lineman.
Dopo aver giocato per la squadra britannica dei Purdue Boilermakers, nel 2012 si trasferisce agli svedesi Tyresö Royal Crowns e nel 2013 ai tedeschi Saarland Hurricanes. Nel 2014 passa quindi agli Stuttgart Scorpions per poi nel 2016 andare a giocare in Austria ai Tirol Raiders. Nel 2018 diventa head coach degli Scorpions, ruolo dal quale si dimette nel 2020. Nel 2021 gioca un'altra stagione a Stoccarda.

## Palmarès
- 1 CEFL Bowl (Tirol Raiders, 2017)
- 1 Austrian Bowl (Tirol Raiders, 2016)